# Rue de Tahiti
La rue de Tahiti est une voie située dans le quartier de Picpus du 12e arrondissement de Paris en France.

## Situation et accès
La rue de Tahiti est accessible par la ligne 6 à la station Bel-Air.

## Origine du nom

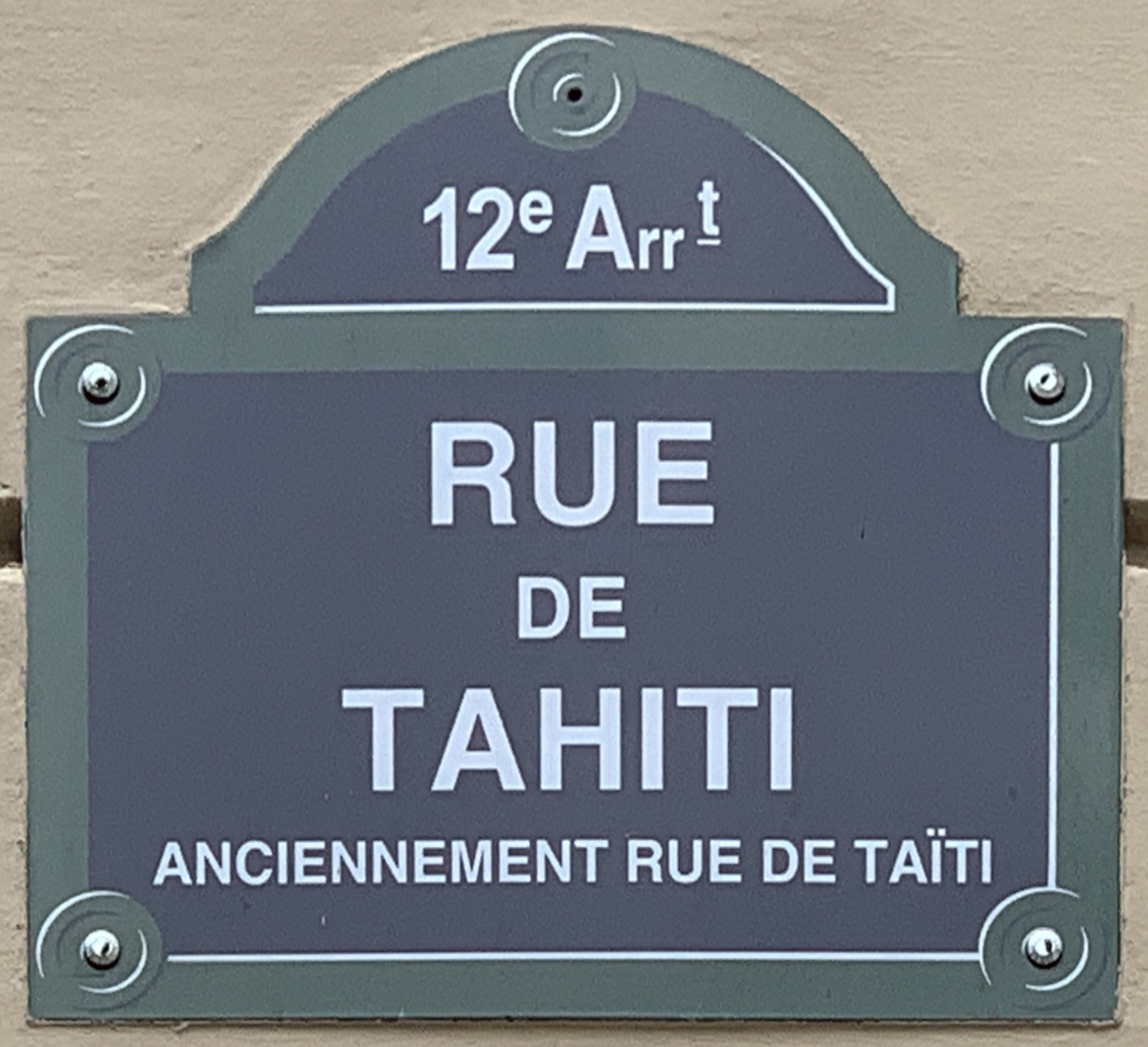
Plaque de la rue qui fait aussi référence à l'ancien nom.

La voie porte originellement le nom de « Taïti » — qui est l’ancienne orthographe du nom de l’île de Tahiti — en raison de la proximité des Pères et religieuses des Sacrés-Cœurs de Picpus dont la congrégation, très active alors en Polynésie française qui venait d'être annexée par la France, était implantée dans le quartier et avait une procure (un bureau ou un magasin) dans la rue. Lorsque l’orthographe officielle du nom de l’île a changé, les modifications administratives n'ont pas été faites, ce qui explique cette orthographe vieillie.
Par délibération municipale des 17 et 18 octobre 2011, Taïti devient Tahiti pour que le nom de la rue colle avec l'orthographe du nom de l'île.

## Historique
Cette courte rue a été ouverte en 1883 entre le boulevard de Picpus et la rue de Picpus et a pris sa dénomination actuelle par un arrêté du 30 août 1884. 
Tous les immeubles de la rue sont identiques et ont été bâtis sur les plans de l'architecte municipal R. Bourdeix en 1883. Aucun immeuble n'a été détruit ou reconstruit depuis cette date, par conséquent, cette rue a exactement le même visage depuis le XIXe siècle.